# Riu de Núria
El riu de Núria és un riu de Catalunya, que neix a l'embassament de Núria, a la vall de Núria, comarca del Ripollès, fruit de la confluència dels torrents de Finestrelles, Eina i Noufonts, on s'ha creat un embassament artificial (Queralbs) al riu Freser. Forma doncs part de la conca hidrogràfica del Ter, que vessa les seves aigües a la Mediterrània.

## Recorregut
Paral·lelament al riu de Núria transcorre un camí, conegut com a Camí Vell, entre la població de Queralbs i el santuari de Núria, que és un dels més característics de Catalunya. Utilitzat des de l'Edat Mitjana, va ser probablement modificat l'any 1931, en què es va construir el ferrocarril del cremallera de Núria per accedir al santuari, ja que no s'ha construït cap carretera, a causa de les dificultats del traçat. El recorregut entre Queralbs, a 1200 m d'alçada, i el santuari, a 1920 m, té 7,1 km de longitud.
Al llarg del recorregut, destaquen el pont del Cremal sobre el riu de Núria, i el salt del Sastre i la cascada de la Cua de Cavall.

## Municipis que travessa
- Queralbs